# Adolphe Billault
Pour les articles homonymes, voir Billault.
Adolphe Augustin Marie Billault, né le 12 novembre 1805 à Vannes (Morbihan) et mort le 13 octobre 1863 à Basse-Goulaine (Loire-Atlantique), est un avocat et homme politique français, d'orientation au départ libérale, ensuite rallié au régime impérial, plusieurs fois député de la Loire-Inférieure et ministre.

## Biographie

### Origines, formation et vie familiale
Fils d'Augustin Billault, receveur des douanes, nommé à Morlaix en 1815, et de Marie-Rose Jamet du Kergoët, d'une famille d'armateurs ruinée par les guerres napoléoniennes, Adolphe Billault fait ses études secondaires au collège de Saint-Pol-de-Léon, puis passe le baccalauréat à Rennes en 1822.
Il fait des études de droit à Rennes où il se lie avec un autre Morbihannais et futur Nantais, Ange Guépin. Il obtient sa licence en 1825, et s'installe comme avocat à Nantes à la suite de son stage (1825-1828) ; il devient membre du Conseil de l'ordre en 1830.
En 1830, il épouse Françoise Bourgault-Ducoudray, fille de l'armateur Guillaume Bourgault-Ducoudray, président de la Chambre de commerce de Nantes et propriétaire du domaine des Grézillières à Basse-Goulaine, dont une partie échoit à Adolphe Billault et où il fera bâtir le château qui existe actuellement (architecte : Joseph-Fleury Chenantais), et nièce de Louis-François de Tollenare. Ils auront deux filles, Fanny et Marie, dont les époux adopteront le nom de leur beau-père : Julien-Henri Busson-Billault (ministre-président du Conseil d'État) et François Colas de La Noue-Billault (conseiller d'État et secrétaire-général du Conseil d'État).

### Monarchie de Juillet
Sur le plan professionnel, il connaît la réussite et sera bâtonnier de l'ordre des avocats de Nantes en 1838. Parmi les procès où il plaide, on peut citer en 1832 celui du général de Kersabiec, impliqué dans la tentative de soulèvement légitimiste de la duchesse de Berry, qui échappe à la peine de mort. Adolphe Billault devient aussi avocat-conseil de plusieurs personnalités : le duc d'Aumale, la duchesse de Valençay, le duc de La Rochefoucaud-Liancourt.
Il fait partie avec Camille Mellinet, Ange Guépin et le fondeur Voruz de la Société industrielle destinée à améliorer la condition ouvrière.  Il est aussi membre de la Société académique. Il écrit des articles dans le journal Le Breton de Camille Mellinet. Adolphe Billault se montre notamment favorable à l'établissement d'un système de protection sociale.
Il entame une carrière politique comme conseiller municipal de Nantes en 1830 ; il est réélu en 1831 et en 1837. Proche des milieux bourgeois nantais, il est le porte-parole des industriels et négociants réclamant une orientation pratique de l'enseignement.
En 1830, hostile à l'orientation pédagogique du lycée royal, il propose que le conseil municipal décide d'accorder à l'enseignement primaire les bourses d'études jusqu'alors destinées aux élèves du lycée issus des familles aisées. L'idée entre en application, la moitié des fonds sont transférés. Adolphe Billault contribue à l'établissement de l’École primaire supérieure en 1833, s'appuyant sur la loi sur l'école primaire promulguée cette année-là. En 1834, il publie De l'Éducation en France et de ce qu'elle devrait être pour satisfaire aux besoins du pays, brochure où il expose sa conception de l'organisation de l'enseignement, et qui sera remarquée par François Guizot. Billault échoue dans un projet de rétablir la faculté de Médecine.

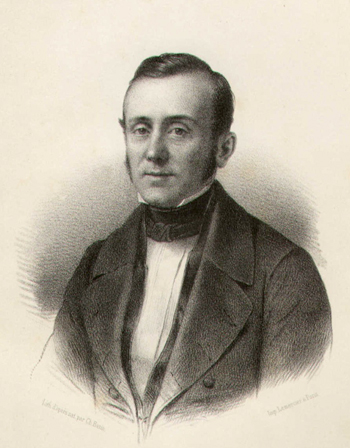
Adolphe Billault. Portrait par Charles-Louis Bazin.

Il devient conseiller général de la Loire-Inférieure en 1833 (3e canton). Il démissionne de ces deux mandats lorsqu'il s'installe à Paris en 1841.
Il est élu député le 4 novembre 1837 à Ancenis (4e collège électoral de la Loire-Inférieure) avec 146 voix sur 192 votants et 458 inscrits et à Pont-Rousseau (3e collège). Il opte pour Ancenis ; il est réélu le 9 juillet 1842 par 103 voix sur 113 votants et 146 inscrits et le 1er août 1846 par 99 voix sur 117 votants et 166 inscrits. En 1842, il est aussi élu dans la 3e circonscription de Paris, mais reste député d'Ancenis.
En 1838, il devient membre et secrétaire de la Commission des chemins de fer. Saint-simonien et anticlérical, il siège dans les rangs de la gauche et vote avec l'opposition jusqu'en 1840.
Le 1er mars 1840, il est nommé sous-secrétaire d'État à l'Agriculture et au Commerce dans le second ministère Thiers, où Alexandre Goüin est ministre de l'Agriculture et du Commerce.
Il rentre dans l'opposition lorsque le cabinet se retire le 29 octobre 1840, et y demeure jusqu'en 1848. Il se signale dans le débat sur le droit de visite des navires, contraignant Guizot à remettre en chantier la convention négociée le 20 décembre 1841 avec le Royaume-Uni. Il intervient aussi à propos de l'affaire Pritchard et du protectorat français sur Tahiti, faisant quatre discours à ce sujet de 1842 à 1845.
Continuant de voter le plus souvent avec l'opposition dynastique, il tend à se rapprocher du ministère Guizot dans les années 1845. C'est ainsi qu'il soutient le gouvernement sur la question des mariages espagnols. Il ne participe pas à la campagne des banquets républicains qui a lieu en 1846-47. Dans la discussion de l'adresse de janvier 1848, il refuse de s'associer à la demande de mise en accusation du cabinet.

### Deuxième République
Après la Révolution de 1848, il est élu représentant de la Loire-Inférieure à l'Assemblée constituante le 23 avril 1848 sur la liste modérée dite « de l'hôtel d'Aux », dont le premier élu est Victor Lanjuinais ; il est lui-même 4e sur 13 avec 88 858 voix sur 121 699 votants et 153 494 inscrits).
Il fait une déclaration républicaine et vote avec le parti démocratique modéré du général Cavaignac : contre le cautionnement (9 août), pour les poursuites contre Louis Blanc et Caussidière (26 août), pour le rétablissement de la contrainte par corps (1er septembre), contre la suppression de l'impôt du sel (27 septembre), pour l'ordre du jour en l'honneur de Cavaignac (25 novembre), contre l'interdiction des clubs (21 mars 1849), pour l'amnistie des transportés (2 mai). Il ne prend pas part aux divers scrutins relatifs à l'expédition de Rome. « À la Constituante, observe le Dictionnaire des parlementaires français, Billault parut chercher sa voie ; votant le plus souvent avec la droite, contre la Montagne, il affectait par moments de se rapprocher de ce dernier groupe, et réclamait, par exemple, le droit au travail » (c'est-à-dire l'inscription du droit au travail dans la Constitution). Il est absent de l'assemblée en raison d'un problème familial au moment de la discussion sur le mode de scrutin pour l'élection du président de la République, privant les adversaires de l'élection au suffrage universel d'un orateur important.
En 1849, il n'est pas réélu à l'Assemblée législative et échoue en 1850 dans une élection partielle à Mâcon. Cela ne l'empêche pas de redoubler d'activité politique et de se trouver mêlé aux conciliabules extra-parlementaires qui vont décider du sort de la Deuxième République. Rallié à la politique de Louis-Napoléon Bonaparte, il devient en 1851 un des familiers du palais de l'Élysée. Il y est un conseiller écouté et reçoit même la mission, à la retraite de Léon Faucher, de former un ministère mais la combinaison échoue.

### Second Empire

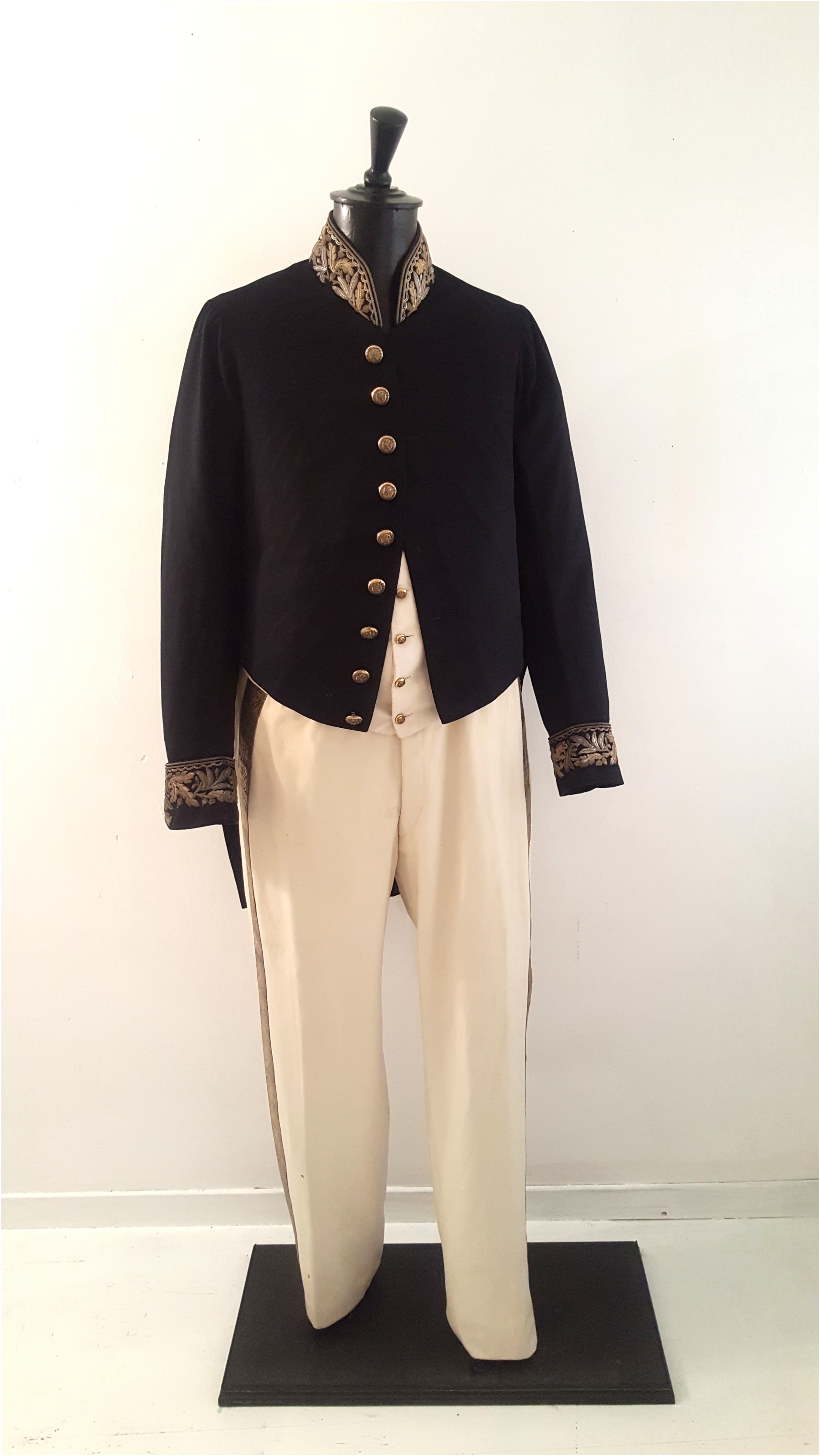
Habit de grande tenue d'Adolphe Billault, président du Corps législatif. (Collection privée)

Après le coup d'État du 2 décembre 1851, il se présente comme candidat officiel dans la 2e circonscription de l'Ariège ; il est élu au Corps législatif le 29 février 1852 (26 962 voix sur 27 009 votants) et nommé président de cette assemblée par Louis-Napoléon ; dans son discours d'installation, il prononce, non sans un certain embarras, l'oraison funèbre du régime parlementaire : « Nous n'aurons plus autour de l'urne législative les évolutions des partis tenant sans cesse le ministère en échec, le forçant de s'absorber en un soin unique, celui de sa défense, et n'aboutissant trop souvent qu'à énerver le pouvoir. ».
En sa qualité de président du Corps législatif, il est chargé dans la soirée du 1er décembre 1852 de porter à Saint-Cloud le résultat officiel du plébiscite en faveur du rétablissement de la dignité impériale. Premier à saluer Napoléon III du titre de Sire, il déclare : « Abritant dans un immense souvenir de gloire ce qu'elle a de plus précieux, son honneur au dehors, sa sécurité au dedans, et ces immortels principes de 89, bases désormais inébranlables de la nouvelle société française si puissamment organisée par votre oncle, notre nation relève avec un orgueilleux amour cette dynastie des Bonaparte, sortie de son sein, et qui ne fut point renversée par les mains françaises. »
En février 1853, il est nommé vice-président du Conseil supérieur du Commerce et de l'Industrie, où il défend un point de vue protectionniste.
L'Empereur, désireux de donner la présidence du Corps législatif à Morny, profite du renvoi de Persigny pour nommer Billault ministre de l'Intérieur le 23 juin 1854. Il entre au Sénat le 4 décembre 1854, laissant le siège de Saint-Girons à son gendre, Julien-Henri Busson-Billault. En tant que ministre, il obtient de bons résultats électoraux aux élections cantonales de 1855 (il est élu sur le canton de Mirepoix) avec 944 candidats officiels élus sur 975 et aux législatives de 1857 (5 400 000 voix pour les candidats officiels contre 660 000 ; mais 5 députés de Paris sur 10 sont républicains). En revanche, il est moins efficace en tant que responsable de la police et l'attentat d'Orsini le 14 janvier 1858 entraîne son remplacement par le général Espinasse (8 février 1858).
Billault redevient ministre de l'Intérieur le 1er novembre 1859. Il assure l’intérim de l’Instruction publique et des Cultes du 29 août au 30 septembre 1860. Durant cette période, il a à s'occuper de l'annexion de la Savoie et du comté de Nice et des conséquences politiques de l'intervention française en Italie, qui crée de fortes tensions avec les catholiques, en particulier avec le journal de Louis Veuillot, L'Univers.
Le 24 novembre 1860, il devient un des trois ministres sans portefeuille, chargés  de défendre la politique impériale devant les Chambres ; il peut ainsi déployer ses talents oratoires et domine nettement ses deux collègues. En 1861, Napoléon III lui fait don de l'hôtel Saltykoff à Paris et le nomme ministre d'État le 23 juin 1863 ; il apparaît alors comme un personnage très important du régime. Mais en réalité il n'a pas de pouvoir ; les joutes parlementaires épuisent sa santé et il connaît une forme de dépression, qui apparaît dans la correspondance qu'il entretient avec la princesse Julie Bonaparte ; il est aussi affecté par la mort de sa femme.
Il meurt prématurément dans sa propriété des Grézillières. Dans une lettre du 20 octobre 1863, Prosper Mérimée écrit « La mort de M. Billault, est un coup funeste ; c'était assurément le plus habile et le plus propre à lutter avec courage contre les orateurs de l'opposition. Ce n'était pas un homme d'État, mais c'était un instrument merveilleux entre les mains d'un homme d'État. » Napoléon III se montre aussi très affecté par cette perte. Ses funérailles ont lieu à l'église Saint-Germain-l'Auxerrois.

## Décorations
- Grand-croix de la Légion d'honneur en 1857 (chevalier en 1840, officier puis commandeur en 1852, grand officier en 1855)
- Commandeur de l'ordre du Lion néerlandais en 1840
- Grand croix de l'ordre de Charles III d'Espagne en 1855
- Grand croix de l'ordre des Saints-Maurice-et-Lazare de Sardaigne en 1855
- Première classe de l'ordre du Médjidié en 1860

## Hommages
- Sur la « place La Fayette » (aujourd'hui place Aristide-Briand), devant le palais de Justice, la ville de Nantes fait élever une statue, inaugurée le 15 septembre 1867 en présence du ministre Eugène Rouher. Mais, après la chute du Second Empire, l'adjoint au maire Gabriel Lauriol la fait retirer discrètement afin d'éviter sa destruction par des républicains revanchards. Entreposée dans les caves du palais de Justice, elle est ensuite installée dans le jardin du musée Dobrée. Elle est envoyée à la fonte sous le régime de Vichy, dans le cadre de la mobilisation des métaux non ferreux[14].
- À Paris, la « rue de l'Oratoire-des-Champs-Élysées » (actuelle rue Washington) s'est appelée « rue Billault » de 1867 à 1879.
- En 1963 (centenaire de sa mort), une exposition est organisée à Nantes : Adolphe Billault et son temps, 1805-1863 par Henri de Berranger et L. Rouzeau (Archives départementales de la Loire-Atlantique).
- Depuis 1964, le boulevard Adolphe-Billault a été baptisé en son honneur à Nantes, sur l'île de Nantes.

## Publications
- Adolphe Billault, De l'Éducation en France et de ce qu'elle devrait être pour satisfaire aux besoins du pays, Nantes, Imprimerie de Mellinet, 1834, 43 p. (BNF 30105631).
- Question Italienne - Discours de son excellence M. Billault, ministre sans portefeuille, au sénat et au corps législatif, Paris, Imprimerie impériale, 1861, 120 p..

#### Ouvrages généraux
Cet article comprend des extraits du Dictionnaire Bouillet. Il est possible de supprimer cette indication, si le texte reflète le savoir actuel sur ce thème, si les sources sont citées, s'il satisfait aux exigences linguistiques actuelles et s'il ne contient pas de propos qui vont à l'encontre des règles de neutralité de Wikipédia.
- Billault, par Victor Frond, Le panthéon des illustrations françaises au XIXe siècle, tome II (lire en ligne)
- Adolphe Robert et Gaston Cougny, Dictionnaire des parlementaires français, vol. 1, Paris, Edgar Bourloton, 1889-1891
- Claude Kahn et Jean Landais, Nantes et les Nantais sous le Second Empire, Nantes, Ouest Éditions, 1992 (ISBN 978-2-908261-92-9). Fiche biographique ; détails sur la statue d'Adophe Billault à Nantes.

#### Ouvrages spécialisés
- Henri de Berranger, Un Nantais ministre de Napoléon III, Adolphe Billault, 1805-1863, dans Bulletin de la Société archéologique de Nantes et de Loire-Atlantique, 1960 (vol. 99, p. 60-72) et 1961 (vol. 100, p. 3-18)
- Noël Blayau, Adolphe Billault, ministre de Napoléon III d'après ses papiers personnels, 1805-1863, Éditions Klincksieck, Paris, 1969. Recension critique de Geneviève Massa-Gille dans Bibliothèque de l’École des Chartes, 1971, vol. 129, no 2, p. 488-491, disponible sur le site Persée
- Yann Le Marec, L'entrée en politique d'Adolphe Billault, dans Politix, 1996, vol. 9, no 35, p. 7-22, disponible sur le site Persée
- Marc Suteau, Une ville et ses écoles : Nantes, 1830-1940, Presses universitaires de Rennes, coll. « Histoire », 1999, 254 p. (ISBN 2-86847-428-4).